# Siemowit (książę Polan)
Siemowit (także Ziemowit) – książę Polan z IX wieku znany jedynie z kroniki Galla Anonima. Według jego relacji Siemowit był synem Piasta i Rzepichy i objął władzę po obaleniu Popiela, zgodnie z wolą zgromadzonych na wiecu współplemieńców. Synem i następcą Siemowita był Lestek.
Kwestia historyczności Siemowita początkowo nie budziła wątpliwości, została zakwestionowana pod koniec XIX wieku. Od lat 60. XX wieku badacze raczej skłaniają się do uznania przekazanej przez Galla listy przodków Mieszka I, gdzie figuruje m.in. Siemowit, za autentyczną. Znacznie więcej zastrzeżeń co do autentyczności dotyczy informacji o rodzicach Siemowita.
Wśród badaczy wierzących w autentyczność tej postaci utrzymuje się, że lata życia Siemowita hipotetycznie powinny przypadać na okres od 845 do 900, chociaż istnieje możliwość, że ewentualny błąd tych ustaleń może wynosić nawet kilkadziesiąt lat. Natomiast objęcie władzy na pewno nastąpiło w drugiej połowie IX wieku. Nie jest znane miejsce jego pochówku.
Według informacji zawartej w kronice Galla Anonima w wieku siedmiu lat Siemowit został postrzyżony przez dwóch obcokrajowców. Według niektórych historyków, ci obcokrajowcy to Cyryl i Metody lub ich uczniowie, którzy mogli go ochrzcić w obrządku słowiańskim. Większość mediewistów uważa jednak, że Cyryl i Metody nigdy nie przybyli na tereny polskie. Teza o chrzcie w obrządku słowiańskim wydaje się też mało prawdopodobna. Ryt słowiański na mocy decyzji papieża Hadriana II z 867 roku dozwolony był jedynie na obszarze Moraw i Panonii. Historycznie udokumentowany jest dopiero chrzest prawnuka Siemowita – Mieszka w 966.

## Kwestia historyczności Siemowita
Istnieje bogata debata historyków na temat istnienia lub nieistnienia Siemowita i jego dwóch następców. Wielu polskich historyków (m.in. Henryk Łowmiański, Gerard Labuda, Kazimierz Jasiński) opowiedziało się za historycznością Siemowita.

Przekaz Galla o Piastach przedmieszkowych zasługuje na zaufanie aż z kilku względów:
1. intencją kronikarza właśnie w tym fragmencie jego relacji było przekazanie wiadomości, które uważał za prawdziwe, zaczerpnięte z wiernej pamięci,
2. wiadomości te przechowały się w tradycji dynastycznej przywiązującej dużą wagę do początków dynastii,
3. treść "trzeciej opowieści" nie zawiera elementów legendarnych (baśniowych), przy czym nie do przyjęcia jest zarzut zmyślenia występujących w niej imion,
4. lista imion u Galla znajduje poparcie poprzez porównanie jej z podobnymi listami książąt ruskich i czeskich Przemyślidów oraz
5. autentyczność listy Gallowej potwierdzają wyniki badań nad początkami państwa polskiego, wykazujące, że nie sięgają one dopiero panowania Mieszka I.

### Poglądy na istnienie Siemowita w obliczu nowych odkryć archeologicznych
Przeciw istnieniu Siemowita mają przemawiać odkrycia archeologiczne, z których wynika, że dynamiczny rozwój państwa Polan rozpoczął się w latach dwudziestych X wieku, zatem panowanie Siemowita, Lestka i Siemomysła trwałoby bardzo krótko. Część mediewistów uważa, że podane w Kronice imiona przodków Mieszka mają znaczenie symboliczne i zostały wymyślone przez Galla. Nie można wreszcie wykluczyć, że zmyślony przez Galla jest tylko opis panowania władców, podczas gdy imiona są faktycznymi imionami przodków Mieszka. Z jednakowym prawdopodobieństwem można jednak założyć, że tzw. rewolucję piastowską (budowa potężnych grodów, aparat przymusu – drużyna) rozpoczął Lestek, natomiast jego poprzednik Siemowit sprawował władzę na innych zasadach, które nie są do uchwycenia przez archeologię.

## Hipotetyczna genealogia
| Chościsko ur. ? zm. ? | Chościsko ur. ? zm. ? |                   |                   | NN ur. ? zm. ? | NN ur. ? zm. ? |  |  | NN ur. ? zm. ? | NN ur. ? zm. ? |                      |                      | NN ur. ? zm. ? | NN ur. ? zm. ? |
|                       |                       |                   |                   |                |                |  |  |                |                |                      |                      |                |                |
|                       |                       |                   |                   |                |                |  |  |                |                |                      |                      |                |                |
|                       |                       | Piast ur. ? zm. ? | Piast ur. ? zm. ? |                |                |  |  |                |                | Rzepicha ur. ? zm. ? | Rzepicha ur. ? zm. ? |                |                |
|                       |                       |                   |                   |                |                |  |  |                |                |                      |                      |                |                |
|                       |                       |                   |                   |                |                |  |  |                |                |                      |                      |                |                |
|                       |                       |                   |                   |                |                |  |  |                |                |                      |                      |                |                |

|  |  | NN ur. ? zm. ? | NN ur. ? zm. ? | Siemowit (ur. ?, zm. pocz. X w.) | Siemowit (ur. ?, zm. pocz. X w.) |  |  |  |  |
|  |  |                |                |                                  |                                  |  |  |  |  |
|  |  |                |                |                                  |                                  |  |  |  |  |
|  |  |                |                |                                  |                                  |  |  |  |  |
|  |  |                |                | Lestek ur. ? zm. w okr. 930–940  |                                  |  |  |  |  |

## Imię
Według Galla Anonima imię to nadało mu dwóch obcokrajowców. Przez wiele lat, wspierana autorytetem Oswalda Balzera, który takie miano zastosował w Genealogii Piastów, utrzymywała się forma imienia Ziemowit, pomimo że już w recenzjach tej pracy z przełomu XIX i XX wieku zgłaszano do niej zastrzeżenia. Zgodnie z ustaleniami językoznawców imię to pochodzi od słowiańskiego wyrazu semja = rodzina, i w związku z tym jedyną poprawną jest forma Siemowit.

## Pomniki
Siemowita upamiętnia renesansowa płaskorzeźba umieszczona w portalu bramy wjazdowej Zamku Piastów Śląskich w Brzegu.

## Siemowit w kulturze

### Utwory literackie i dzieła historyczne
- Król-Duch – poemat Juliusza Słowackiego (1845–1849)[6]
- Książę Popiel – dramat Wincentego Korolewicza (1909)[7]
- Lechia w IX wieku – powieść Wincentego Budzyńskiego (1843)[8]
- Myszy króla Popiela – powieść Walerego Przyborowskiego (1888)[9]
- Pogrom – dramat Feliksa Płażka[10]
- Popiel i Piast – dramat Mieczysława Romanowskiego (1862)[11]
- Stara baśń – powieść Józefa Ignacego Kraszewskiego (1876)
- Tysiączna rocznica wstąpienia na tron Ziemowita, syna Piasta, pierwszego Króla Polskiego w roku 860 – praca Joachima Lelewela (1860)[12]
- Zmierzch Popielidów – powieść Stanisława Helsztyńskiego (1964)[13]

### Gry wideo
- Seria Crusader Kings – jednym z grywalnych władców jest Siemowit Piast, przedstawiony jako wódz Wielkopolski[14].
- Przygody Piasta Kołodzieja i Opowieść o królu Popielu – w tej serii gier edukacyjnych wydawnictwa Dagiel, w Siemowita wcieliła się Elżbieta Dagiel[15].

## Galeria

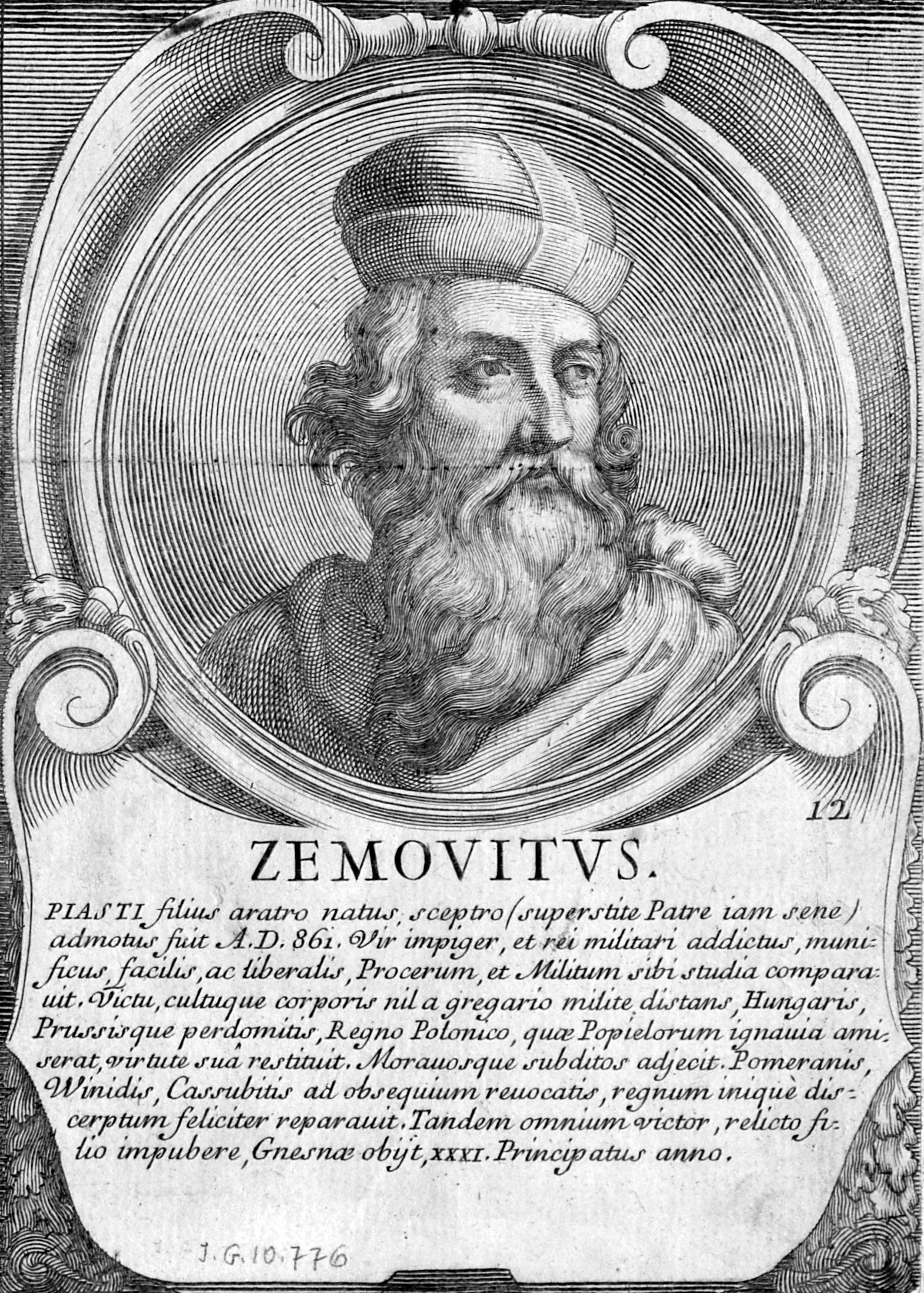
Zemovitus, Benoît Farjat (1702-1703)
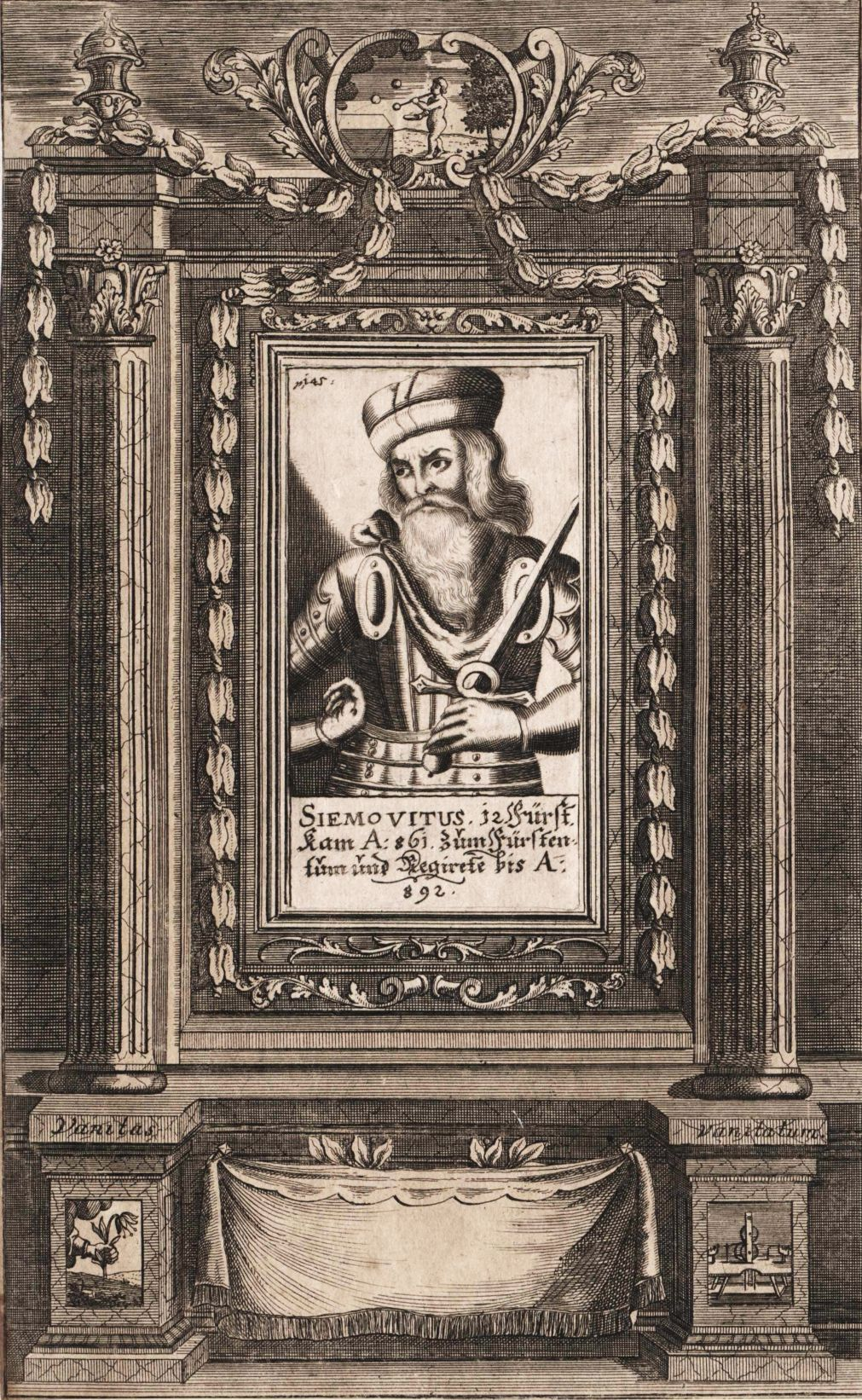
Miedzioryt z przełomu XVII i XVIII w. ze zbiorów Austriackiej Biblioteki Narodowej
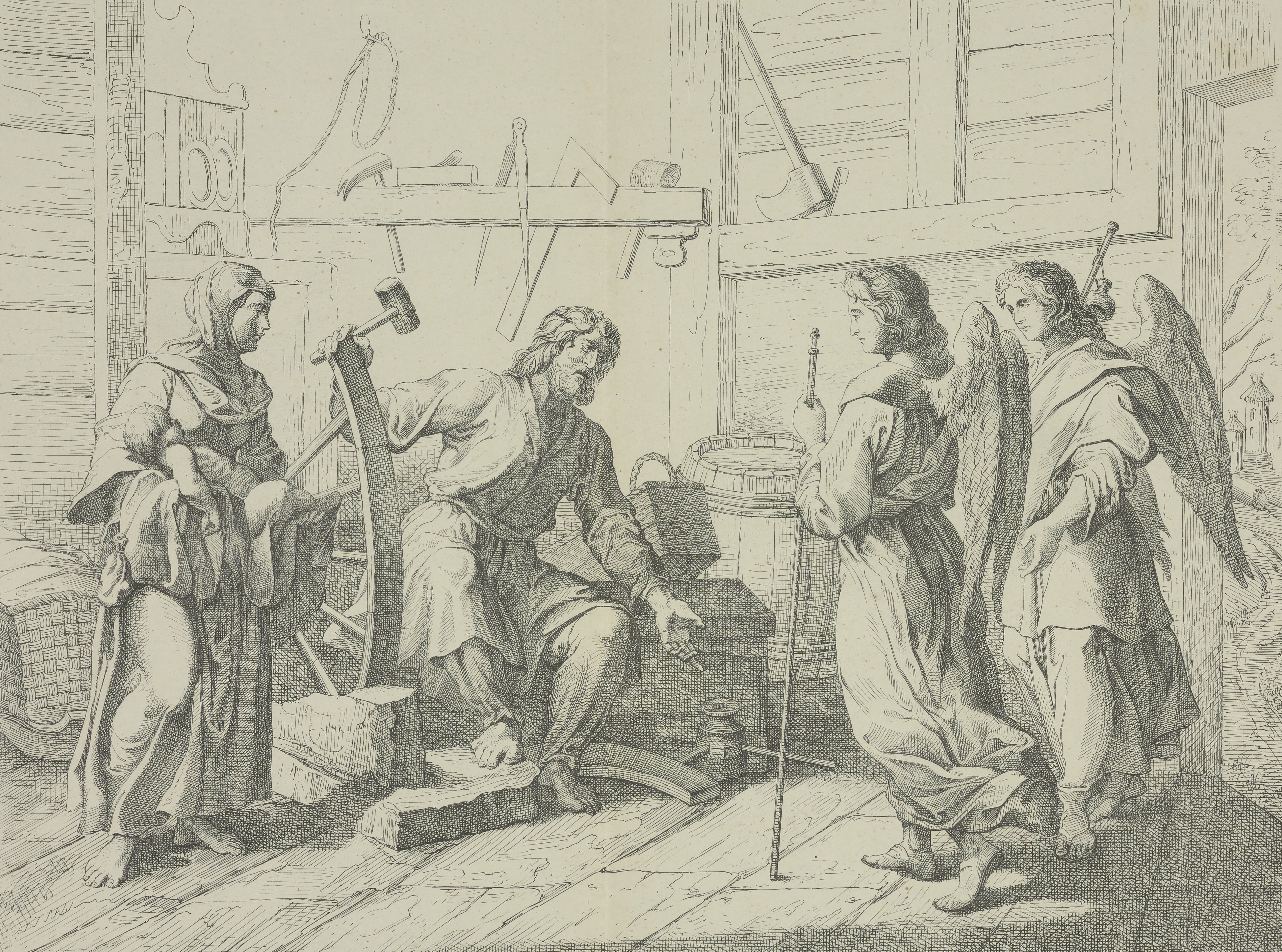
Aniołowie u Piasta, Rafał Hadziewicz, ok. 1860
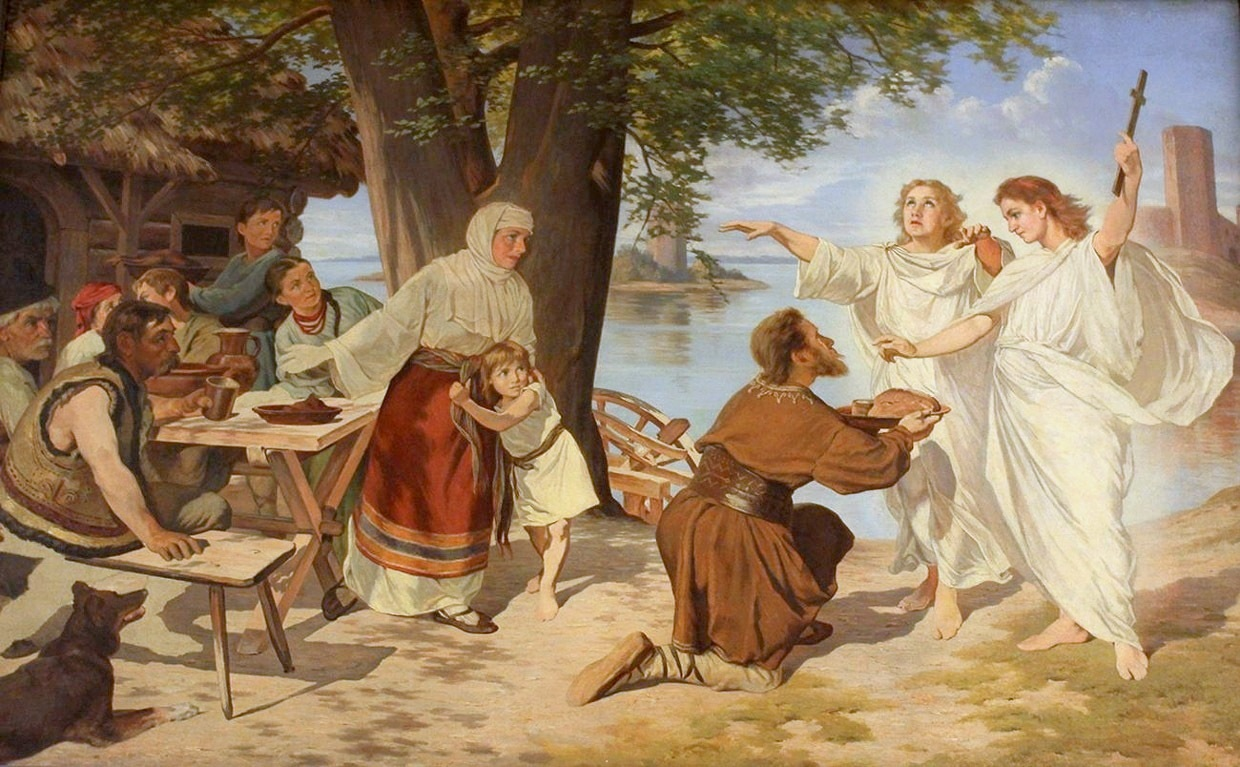
Aniołowie u Piasta, Paulin Gardzielewski, ok. 1900